# Budynek Wydziału Prawa i Administracji Uniwersytetu Śląskiego
Budynek Wydziału Prawa i Administracji Uniwersytetu Śląskiego – budynek naukowo-dydaktyczny w Katowicach, położony przy ulicy Bankowej 11b, na terenie dzielnicy Śródmieście. Wzniesiony został w latach 2001–2003, według projektu pracowni Stabil. Charakterystycznym elementem jest rzut gmachu na planie półkola i zespół wejściowy w kształcie walca. Stanowi on siedzibę Wydziału Prawa i Administracji Uniwersytetu Śląskiego w Katowicach.

## Historia
Zanim Wydział Prawa i Administracji Uniwersytetu Śląskiego w Katowicach przeniósł swoją siedzibę do gmachu przy ulicy Bankowej 11b, w jego użytkowaniu od 1967 roku znajdowały się zabudowania przy ulicy Bankowej 8-10, będące formalnie własnością katowickiej parafii ewangelicko-augsburskiej. Kiedy na początku lat 90. XX wieku parafia odzyskała prawa do tego kompleksu, od 1996 roku uczelnia użytkowała te pomieszczenia odpłatnie.
Budowa nowego gmachu rozpoczęła się w lutym 2001 roku (bądź w 1999 roku), a kilka miesięcy później, 26 czerwca odbyła się uroczystość wmurowania kamienia węgielnego. Oficjalne otwarcie gmachu odbyło się na początku października 2003 roku.
Budynek Wydziału Prawa i Administracji został zaprojektowany przez architektów Henryka Wilkosza, Jacka Kusia, Tadeusza Orzechowskiego i Jerzego Stysiala z pracowni Stabil, którzy zaprojektowali także siedzibę Wydziału Teologicznego przy ulicy H. Jordana 18. Projekt gmachu przy ulicy Bankowej opracowano w latach 1996–1998.

## Architektura

### Architektura zewnętrzna

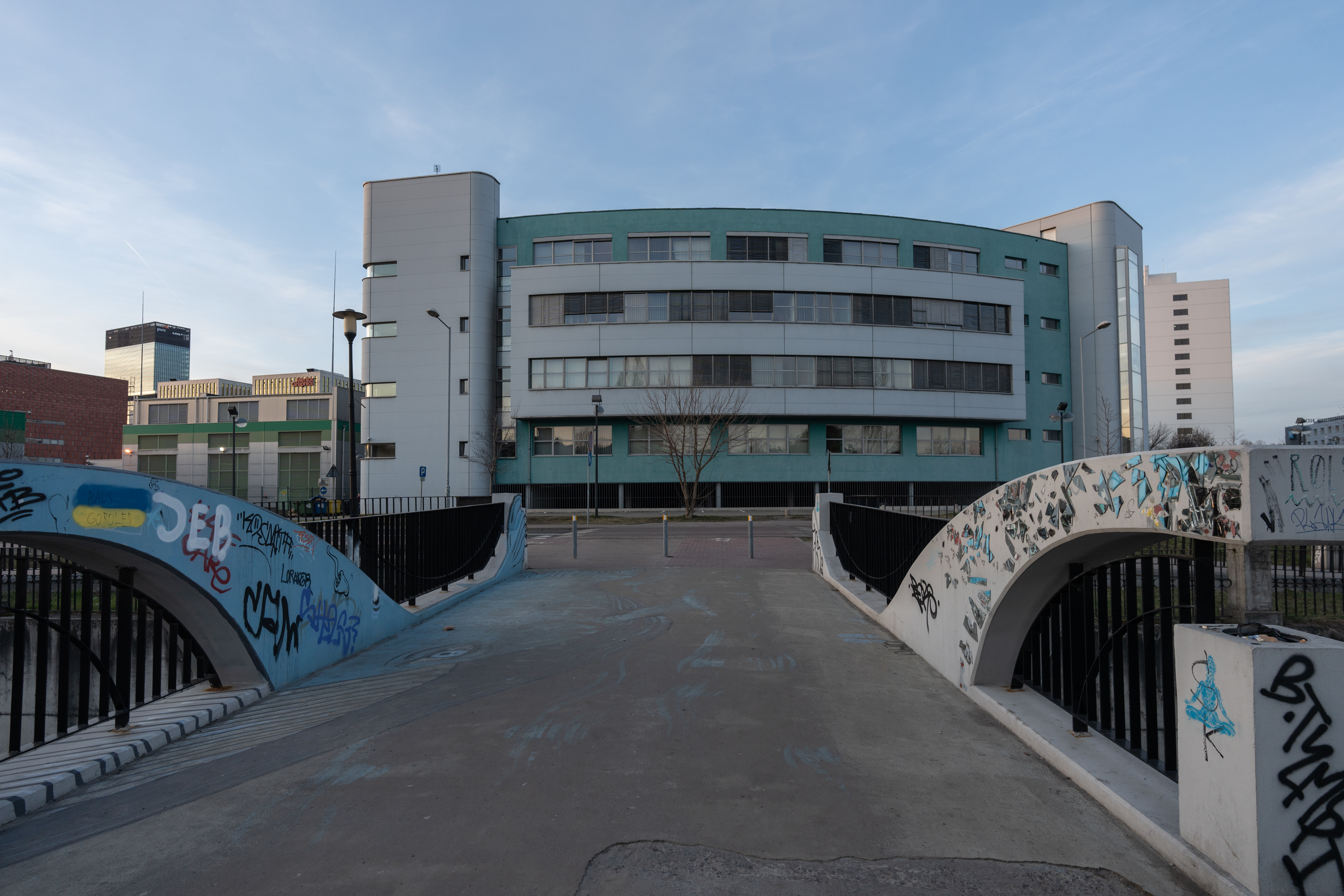
Bud. Wydziału Prawa i Administracji od strony bulwarów nad Rawą (2023)

Budynek Wydziału Prawa i Administracji Uniwersytetu Śląskiego położony jest przy ulicy Bankowej 11b w Katowicach, na terenie dzielnicy Śródmieście i stanowi on jego siedzibę. Jest on jednym z obiektów centrum akademickiego Uniwersytetu Śląskiego w Katowicach, rozciągającego się na osi wzdłuż Rawy, po obu jej stronach. Gmach Wydziału Prawa i Administracji zamyka kampus od strony wschodniej, a za nim ciągnie się ulica J. Dudy-Gracza. Wejście zlokalizowano do strony Bankowej, a przedpole gmachu stanowi rozległy, otwarty plac wyłożony kostką brukową, przy którym znajdują się ławki.
Gmach wzniesiony jest na planie półkola, a jego formę i plan konstrukcyjny dostosowano do możliwości przestrzennych i geologicznych działki. Powierzchnia całkowita budynku wynosi 20 048 m², powierzchnia użytkowa 16 004,10 m² (bądź 15 774 m²), powierzchnia zabudowy 4 409 m², a kubatura 79 119,8 m³. Liczy 5 (bądź 4) kondygnacji nadziemnych i 1 podziemną.
Bryła gmachu nawiązuje do budowli przemysłowych.

### Architektura wnętrz i wyposażenie
Zespół wejściowy gmachu stanowi hol w kształcie walca o średnicy 24 m, pośrodku którego znajdują się kręte schody. Zbiegają się tutaj trakty komunikacyjne poprowadzone otwartymi galeriami. Są one dosyć wąskie, ale mają charakterystyczne punkty świetlne.
W budynku zostały w nim przewidziane pomieszczenia dydaktyczne dla 3 150 studentów oraz 150 pracowników naukowych i administracyjnych. Sale wykładowe mają postać audytoriów i umieszczone są na trzech kondygnacjach, a ich pojemność jest zróżnicowana. Znajduje się tu łącznie 8 auli, z czego 4 są zlokalizowane na parterze, a pozostałe na pierwszym piętrze przechodząc na wyższą kondygnację. Wokół zespołu sal wykładowych znajdują się pomieszczenia katedr, sale ćwiczeniowe i seminaryjne. We wnętrzu mieści się także biblioteka wydziałowa znajdująca się na parterze gmachu, a pomieszczenia administracji znajdują się przy zachodniej ścianie budynku.
Gmach posiada trzy ogólnodostępne windy, z czego jedna z nich, znajdująca się w holu głównym, jest w całości przeszklona, a pozostałe dwie zlokalizowane są w dwóch środkowych klatkach schodowych.
Podziemna kondygnacja gmachu mieści wszelkie urządzenia techniczne niezbędne do prawidłowego funkcjonowania gmachu oraz parking dla 150 pojazdów.